# Kabinett Lorenz IV
Das Kabinett Lorenz IV (Ministerium) bildete vom 29. Juni 1931 bis 7. März 1933 die Landesregierung des Freistaates Schaumburg-Lippe. Die Regierung trat nach der Wahlniederlage der sie tragenden Parteien bei der Reichstagswahl am 5. März 1933 zurück und wurde am 8. März durch den eingesetzten Reichskommissar Kurt Matthaei (NSDAP) ersetzt, der wiederum am 1. April von Hans-Joachim Riecke (NSDAP) abgelöst wurde.
| Amt                          | Name                                               | Partei   |
| ---------------------------- | -------------------------------------------------- | -------- |
| Staatsrat                    | Heinrich Lorenz                                    | SPD      |
| Mitglied der Landesregierung | Heinrich Kapmeier Weigert Rudolf Bretthauer Krüger | SPD DStP |